# Іоан (Боднарчук)
Митрополит Луцький і Волинський Іоан (також Йоан, Іоанн; у миру Василь Миколайович Боднарчук; 12 квітня 1929 — 9 листопада 1994) — першоієрарх нововідродженої у 1990 році Української автокефальної православної церкви (УАПЦ). Брат митрополита Василія (Боднарчука) та архімандрита Григорія (РПЦ).
Будучи єпископом Українського Екзархату РПЦ, священнослужитель Іоан став першим ієрархом хто підтримав автокефальний рух в Україні і після чого проти нього було розпочато кампанію по дискредитації.

## Ранні роки
Народився в с.Іване-Пусте нині Чортківського району Тернопільської області на Західній Україні, що знаходилася тоді на території Польщі, в сім'ї псаломщика-регента УГКЦ. Після закінчення середньої школи був псаломщиком в храмі Іоана Богослова в рідному селі, потім псаломщиком і регентом в храмі св. Параскеви в с.Великий Ключів, Коломийського району Івано-Франківської області.
Прийняв православ'я.
У 1949 році був арештований і отримав 20 років каторжних робіт в Степлазі, в мідних копальнях Караганди. Звільнений в 1953 році по амністії. За іншими відомостями: у 1949 році депортований з сім'єю до Казахстану, де проживав до 1953 року.

## РПЦ
1956 року вступив до Ленінградської духовної семінарії. 25 січня 1958 року в другому класі семінарії висвячений у диякона єпископом Івановським Романом Танґом, відомим естонським архіпастирем, який приймав усіх переслідуваних духовних осіб.
1960 року закінчив Ленінградську духовну семінарію і поступив в Ленінградську духовну академію. 21 травня 1961 року на першому курсі академії митрополитом Ленінградським і Ладозьким Пименом висвячений в ієрея в Свято-Миколаївському соборі міста Ленінграда. У період навчання в семінарії і академії управляв академічним хором і керував духовними концертами.
1964 року закінчив ЛДА зі ступенем кандидата богослов'я і направлений на пастирське служіння в Львівсько-Тернопільську єпархію РПЦ.
Служив в селі Стриївка Збаразького району Тернопільської області, а з 12 квітня 1968 року в храмі міста Трускавець Дрогобицького району Львівської області, де служив близько 10 років.
11 жовтня 1977 року в Почаївській лаврі пострижений в чернецтво.
14 жовтня того ж року митрополитом Київським і Галицьким Філаретом Денисенком в Покровському жіночому монастирі піднесений у сан архімандрита.

## Єпископське служіння в Українському Екзархаті РПЦ
23 жовтня 1977 року у Володимирському кафедральному соборі міста Києва висвячений на єпископа Житомирського і Овруцького РПЦ.
Хіротонію здійснювали: митрополит Київський і Галицький Філарет (Денисенко), Львівський і Тернопільський Миколай (Юрик), архієпископ Сімферопольський і Кримський Леонтій (Гудимов), єпископи: Мукачівський і Ужгородський Сава (Бабинець), Кіровоградський і Миколаївський Севастіан (Пилипчук).

## Єпископське служіння в УАПЦ та УПЦ КП
Поштовх відродженню української церкви надала установча конференція Товариства української мови імені Тараса Шевченка, яка відбулась у Києві 11-12 лютого 1989 року, де було оголошено про створення в Києві "Ініціативного комітету з відродження УАПЦ". 19 серпня 1989 року на заклик "Ініціативного комітету з відродження УАПЦ" відгукнулася парафія Святих апостолів Петра і Павла у Львові. 2 жовтня 1989 року відбувся Львівський єпархіальний собор УАПЦ, який звернувся до єпископа Іоана Боднарчука з проханням очолити церкву. Він погодився.
16 жовтня 1989 року єпископ Іоан Боднарчук виходить з підпорядкування Російської церкви, незабаром (у листопаді) будучи позбавленим архієрейського сану і чернецтва за «розкольницьку» діяльність. 4 листопада 1989 року Священний Синод Російської Православної Церкви позбавив владику Іоана монашеського і єпископського сану.
22 жовтня 1989 року приєднується до УАПЦ і стає її першоієрархом. Під час першої архіпастирської Служби Божої закликав: «нарешті, усвідомити те, що пора вже самому стати господарем у своєму домі, без вказівок і керівництва зі сторони, а направду вільними, направду самостійними»[джерело?]
На Страсному тижні 1990-го розпочалося богослужіння у храмі Святого Архистратига Михаїла у Києві на території Музею Архітектури і побуту в Пирогово. Єпископ Іоан звернувся до Патріарха Грузинської православної церкви, заштатного єпископа Іонафана (Єлецьких), єпископа Молдавського і Кишинівського Володимира та інших ієрархів РПЦ. Але вони відмовили у висвяті нового єпископа.
Висвятив перших єпископів «нової» УАПЦ, як архиєпископ Львівський і Галицько-Волинський, Першоєрарх УАПЦ:
- 31 березня 1990 Василій (Боднарчук) — рідний брат, при допомозі архієпископа Сімферопольского та Кримського Варлаама (Ільющенка) і єпископа катакомбної церкви Вікентія (Чекаліна).

Останнього намагався дискредитувати прихильник УПЦ-МП Стародуб Андрій Вікторович (історик) у 2006 році. . З метою дискредитації томосу 2019 року про створення ПЦУ, в кінці 2019 року подачі відповідального редактора "Трудів КДА" Володимира Буреги, була опублікована стаття: "Шумило С. В. Самозванный «епископ» Викентий Чекалин и его участие в первых хиротониях УАПЦ в марте 1990 г. // Труди Київської духовної академії. 2019/2020. №31. С. 240-273. Останню працю в україномовному перекладі наближений до Буреги редактор сайту "Релігія в Україні" Штейніков Сергій Володимирович опублікував на своєму ресурсі. 
- 7 квітня 1990 Андрій (Абрамчук), при допомозі єпископа Тернопільского Василія (Боднарчука) і єпископа катакомбної церкви Вікентія (Чекаліна)
- 28 квітня 1990 Данило (Ковальчук), при допомозі єпископа Тернопільского Василія (Боднарчука) і єпископа Івано-Франківського і Коломийського Андрія (Абрамчука)
- 29 квітня 1990 Володимир (Романюк), при допомозі єпископа Тернопільского Василія (Боднарчука), єпископа Івано-Франківського і Коломийського Андрій (Абрамчук) і єпископа Чернівецького і Буковинського Даниїла (Ковальчука)
- 19 травня 1990 Миколай (Грох)
- 22 травня 1990 Роман (Балащук), при допомозі єпископа Тернопільского Василія (Боднарчука) і єпископа Івано-Франківського і Коломийського Андрій (Абрамчук)

Виконував головуючу роль у проведенні помісного собору в червні 1990, який оформив правове становище національної Церкви.
5-6 червня 1990 року в Києві відбувся Всеукраїнський Православний Собор за участю близько 700 делегатів з усієї України, серед них було 7 єпископів i понад 200 священиків. Собор затвердив факт відновлення УАПЦ i обрав Патріархом Київським Мстислава (Скрипника). Також було прийнято Статут Церкви. Сам митрополит Мстислав на цьому Соборі був відсутнім, а своє обрання Патріархом у підсумку прийняв. Місцеблюстителем патріаршого престолу в Києві став на той час вже митрополит Іван (Боднарчук).
З червня 1990 — блаженніший митрополит Львівський і Галицький, місцеблюститель Київського Патріаршого Престолу.
2 жовтня 1990 року органи влади Української Радянської Соціалістичної Республіки офіційно зареєстрували УАПЦ.
16 вересня 1990 року митрополитом Львівським (УАПЦ) Іоанном (Боднарчуком), єпископами УАПЦ Володимиром (Романюком) і Данилом (Ковальчуком) — Антоній (Масендич) був висвячений на єпископа Рівненського і Житомирського.
18 листопада 1990 року патріархом УАПЦ було інтронізовано митрополита Мстислава (Скрипника), котрому під час Божественної літургії у Софійському соборі м. Києва Іоан (Боднарчук) надів патріарший кукіль.
Незабаром після «Собору» з'ясувалося, що «Вікентій» Чекалін є колишнім дияконом Тульської єпархії РПЦ Віктором, який у 1986 році був позбавлений сану за двоєженство, а в 1987 році засуджено за ст. 120 Кримінального кодексу РРФСР «за розпусні дії щодо неповнолітніх». Після виходу з ув'язнення Чекалін оголосив себе «катакомбним єпископом», побував у Канаді та США, де спочатку був прийнятий єпископами РПЦЗ, але згодом викритий як самозванець і злодій. За версією московського дослідника Владислава Петрушка, яку повторюють інші дослідники, після цих викриттів Мстислав (Скрипник) відправив у 1991 році зі США в Україну архієпископа Антонія Щербу для здійснення перерукоположень.
29 лютого 1992 року Іоан (Боднарчук) заборонив в богослужінні Володимиру Яремі.
7 квітня 1992 був висвячений на єпископа Львівського Петро (Петрусь), замість Іоана (Боднарчука).
У 1992 році Рівненсько-Житомирську епархію було розділено на дві самостійні, і на Житомирську було поставлено вл. Іоана (Боднарчука), який повернувся з Америки після лікування. Однак вл. Іоан  почав іменуватися «митрополит Львівсько-Галицький і Житомирський».
29 квітня 1992 року в Києві відбувся Синод єпископів УАПЦ на чолі з патріархом Мстиславом, який ухвалив рішення щодо виключення митрополита Іоана (Боднарчука) зі складу єпископату УАПЦ за те, що заборонив у священнослужінні Володимира (Ярему) та деяких інших священиків, а замість Іоана на Житомирську кафедру було поставлено Софронія (Власова).
Не визнавши цього рішення митрополит Іоан фактично став самостійним єпископом до 25 червня 1993, за ним послідував ряд приходів Житомирської єпархії (у тому числі кафедральний храм св. Михаіла). Нібито митрополит Іоан подавав прохання про повернення в Московську патріархію. Проте незабаром відмовився від своїх намірів 1993 року, і перейшов в Українську православну церкву Київського патріархату (УПЦ КП) і був призначений митрополитом Дрогобицьким і Самбірським, а потім — Луцьким і Волинським.
Був явним кандидатом на патріарший престол. 9 листопада 1994 загинув у ДТП за нез'ясованих обставин. Похований поблизу церкви св. Іоана Богослова на малій батьківщині в селі Іване-Пусте Борщівського району Тернопільської області.

## Фільм про митрополита
Документальний фільм про митрополита Іоана (Боднарчука) «Святитель і патріот» створено 2014 року відеостудією «PROFI» на замовлення Тернопільської єпархії Української православної церкви Київського патріархату. Прем'єра відбулася 28 листопада в Тернополі.
Автор фільму, сценарій — Олена Брода, диктор — Ігор Сачко, оператори, монтаж та звукове оформлення — Олег Нищота, Максим Кирилів, графіка — Максим Кирилів, Володимир Бойко. Запис звуку здійснено на студії Сергія Степаніва.